# Societatea de căi ferate unite Arad-Cenad

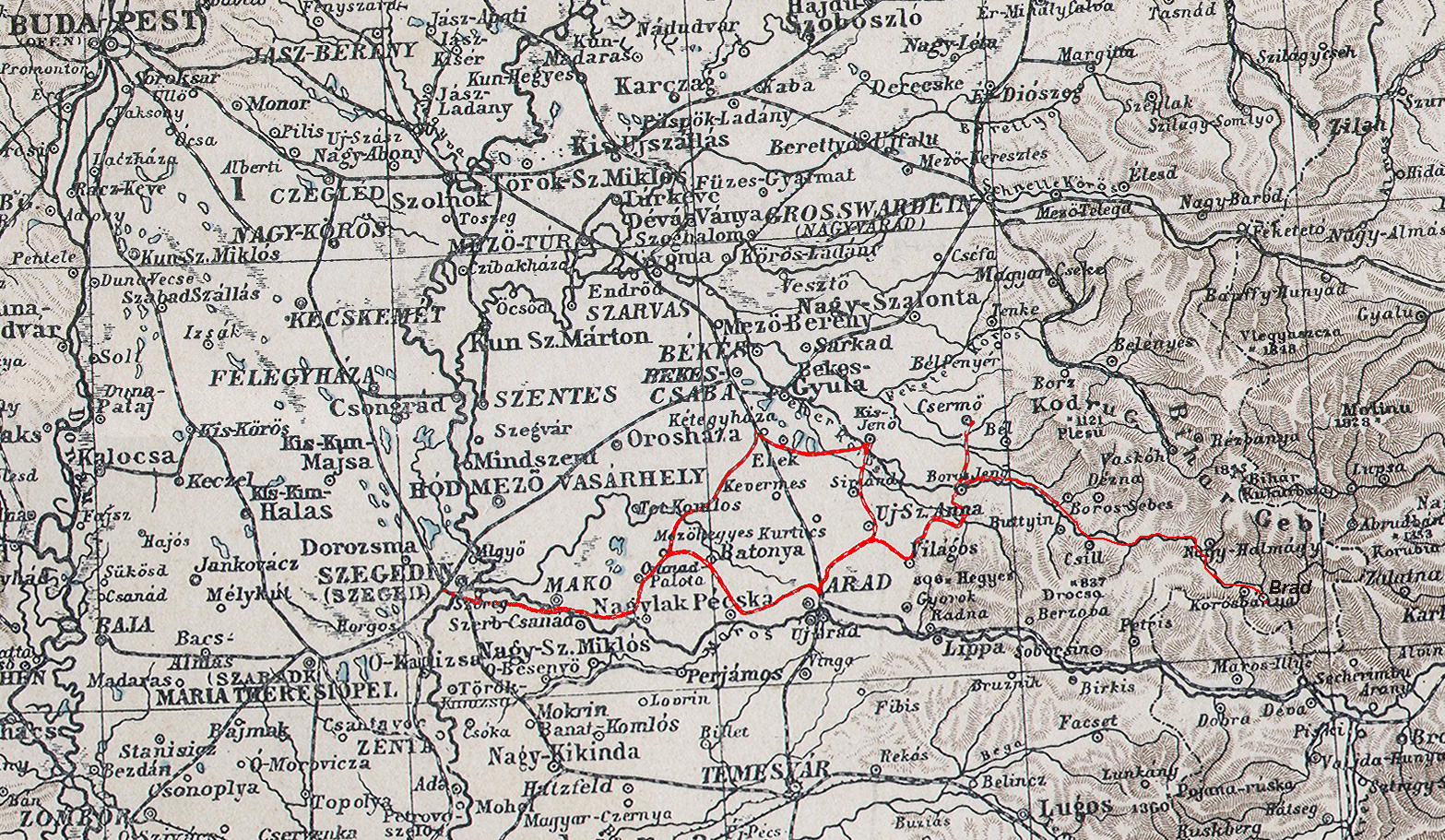
Rețeaua SCFUAC în 1910, pe o hartă din 1890

Societatea de căi ferate unite Arad-Cenad (Aradi és Csanádi Egyesült Vasutak) a fost o societate pe acțiuni de cale ferată din Austro-Ungaria. Până în 1920, lungimea rețelei Societății era de 391 km. Din 1903, societatea a cumpărat peste 40 de automotoare de la uzina Weitzer din Arad, astfel societatea deținând pentru aproximativ un deceniu unele din cele mai noi și performante vehicule de cale ferată din lume.
După finele celui de al Primul Război Mondial, patrimoniul societății pe teritoriul României trece din 1923 în administrarea CFR, apoi societatea a fost răscumpărată în 1927.

## Predecesori
Predecesorii societății au fost două companii de cale ferată din sud estul Austro-Ungariei,companii care s-au unit în o societate pe acțiuni numită Societatea de Căi Ferate Unite Arad-Cenad (Aradi és Csanádi Egyesült Vasutak). 
- Calea ferată Arad–Valea Crișului (Arad–Körösvölgyi Vasút) fondată în 1873, construiește între 1 februarie 1877 și 25 septembrie 1881, linia de la Arad la Sebiș pe valea Crișului Alb.[2]
- Calea ferată Arad–Cenad (Arad-Csanád Vasút ), certificată în 1881, cu o rețea în formă de Y, construită între Arad și Szeged în perioada 5 noiembrie 1882 - 20 mai 1883.

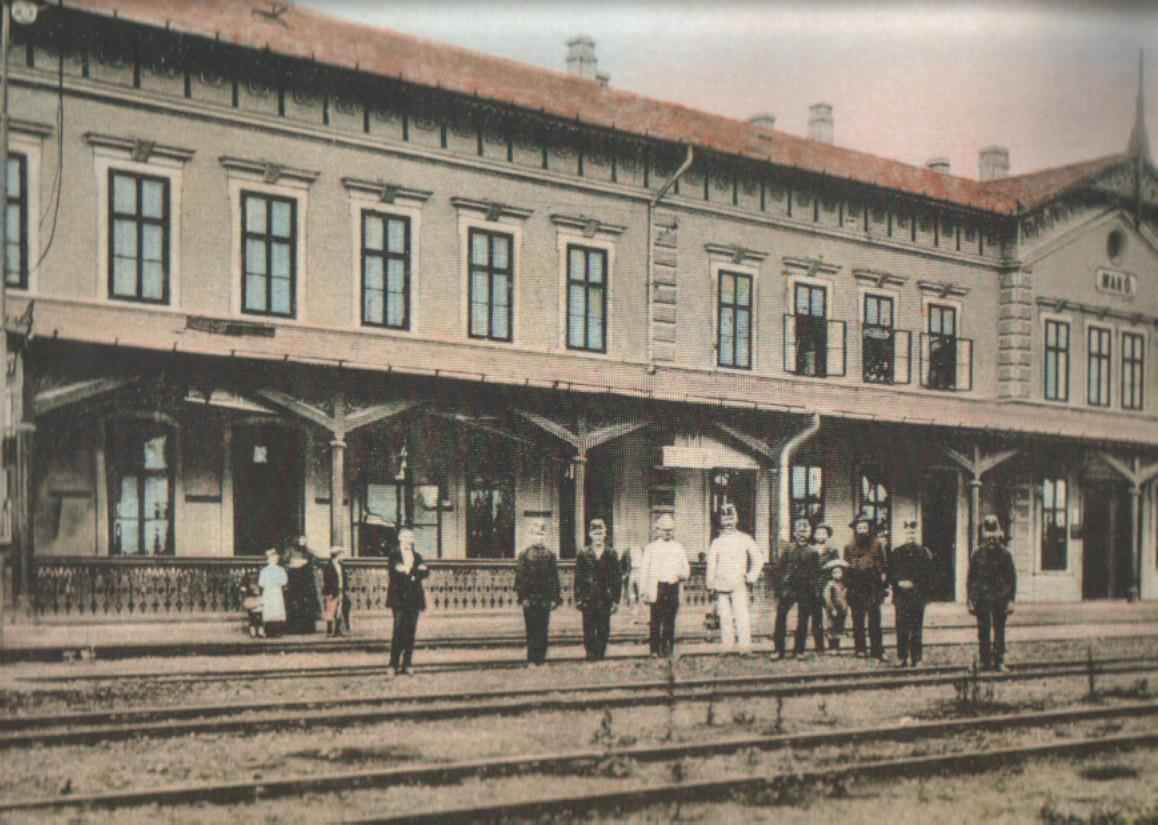
Gara Mako în 1900

- - 5 noiembrie 1882 - sectorul de cale Szőreg - Kiszombor
  - 25 noiembrie 1882 - sectorul Arad - Bătania - Mezőhegyes
  - 5 ianuarie 1883 - sectorul Kiszombor - Macău
  - 20 mai 1883 - sectorul Macău - Mezőhegyes - Chitighaz

- Alte căi ferate construite
  - 1 ianuarie 1884 - Ketegyhaza-Elek-Grăniceri-Chișineu Criș (actuala stație Pădureni Arad)
  - 25 decembrie 1887 - Chișineu Criș-Nădab-Sântana
  - 5 ianurie 1889 - Ineu-Cermei

După crearea noii companii, în 1893,se extinde linia pe valea Crișului Alb de la Sebiș până la Brad. Gara Brad va fi inaugurată în anul 1896.

### Materialul rulant

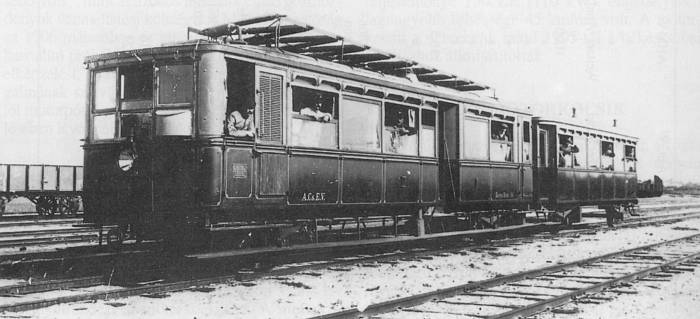
Automotorul Weitzer

La sfârșitul anului 1910 societatea deținea un număr de 41 automotoare Weitzer și 37 de vagoane, 38 de locomotive cu abur, 41 de vagoane de pasageri, 30 de vagoane de bagaje, 30 de vagoane de bagaje cu un compartiment pentru conductor, 9 vagoane-poștă, și 2069 vagoane de marfă.
Numărul mare de automotoare și vagoane a permis un mers al trenurilor regulat cu frecvență bună, pe toate traseele companiei. În perioada respectivă au existat trei categorii de trenuri: normale, express și poștă.

## Calea Ferată Szeged-Cenad
Ca urmare a Tratatului de la Trianon, rețeaua societății se împarte în 1920 între România și Ungaria. Mai mult de jumătate ajunge în administrarea Căilor Ferate Române. Restul rețelei rămase pe teritoriu maghiar este administrată de Győr-Sopron-Ebenfurti Vasút (GySEV) și în 1927 își schimbă numele în Calea Ferată Szeged-Cenad (Szeged–Csanádi Vasút), nume sub care funcționează până la trecerea acesteia în patrimoniul MAV.

## Galerie
| Gara Mare din Szeged |
| Gara Arad            |

|           |
| Gara Brad |

|                              |
| Palatul Cenad, sediul SCFUAC |

|                      |
| Gara Mare din Szeged |